# Вуле Илић Коларац
Вуле Илић Коларац (1776 — 1834) био је српски војни командант који се борио против Османлија током Првог српског устанка. Рођен је у селу Колари у Смедереву. У јавности је био познат по свом завичајном презимену — Коларац.
Илић је био хајдук Станоја Главаша који је помогао у ослобађању заробљених српских кнезова Илије Бирчанина и Алексе Ненадовића и један од предводника Карађорђеве одбране капије Београда 1806. године.

## Ратни стаж Вулета Илића
Карађорђе Петровић је, 14. фебруара 1804. године, у Орашацу, изабран за вођу Првог српског устанка, а том догађају присуствовао је и Вуле Илић. Вуле Илић, као и сви водећи људи Србије који су стали уз Ђорђа Петровића и градили државу, према њемачком историчару Хансу Михаелу Мидлиху били су угледни, часни, паметни, имућни, рјечити и родољубиви.
У јулу 1806. године борио се у Бици код Делиграда; турски паша Ибрахим наредио је свом команданту да одмах оде у Делиград са 16.000 војника и заузме град. Шаит-паша, потцјењујући квалитет утврђења, вјерујући у своју војну снагу, стигао је 13. јула, са само 4.000 војника. Станоје Главаш и Вуле Илић са својим хајдучким групама напали су непријатеља и натјерали га да се повуче.
Најзначајнија битка у његовој ратној историји је ослобађање "Стамбол капије", односно Београда.
Четири групе распоређене на различите дијелове Београда предводили су Милоје Петровић, Сима Марковић, Васа Чарапић, Станоје Главаш и Вуле Илић. Његовим и дјеловањем осталих група брањење капије Београда те године био је историјски чин успостављања пуног државног легитимитета.
Битка за Суводол 1809. године изњедрила је сво лукавство и памет Вулета Илића. У борби са, већином албанским војницима, Коларац је на турском узвикнуо „Наше снаге су се повукле”, што је унијело немир у Нуман Пашине војнике који су се повукли, а српска војска заузела ово подручје.

## Породица
Према неким изворима, био је ожењен Јеленом, робињом коју је спасио из турског харема. Војвода Илић је дио живота провео у Русији са кћерком Милицом која је била супруга предсједника 16. владе Србије, министра унутрашњих послова, државног савјетника, кнежевог ађутанта предсједника Касационог суда Цветка Рајовића.
Његов потомци били су Рајовићи, Јовановићи, Месаровићи и Николићи од којих је најпознатији генерал Радиша Ј. Николић.